# Ronnie Sundin
Karl Ronnie Sundin (* 3. Oktober 1970 in Ludvika) ist ein ehemaliger schwedischer Eishockeyspieler, der zwischen 1998 und 2009 beim Frölunda HC in der schwedischen Elitserien unter Vertrag stand.

## Karriere
Ronnie Sundin begann seine Karriere als Eishockeyspieler in seiner Heimatstadt beim Ludvika HC, für den er von 1986 bis 1988 in der Division 2 aktiv war. Anschließend spielte der Verteidiger vier Jahre lang für den Zweitligisten Mora IK, ehe er im Sommer 1992 von Västra Frölunda HC verpflichtet wurde, für den er von 1992 bis 1997 in der Elitserien, der höchsten schwedischen Spielklasse, auf dem Eis stand. In dieser Zeit wurde er im NHL Entry Draft 1996 in der neunten Runde als insgesamt 237. Spieler von den New York Rangers ausgewählt, für die er in der Saison 1997/98 sein Debüt in der National Hockey League gab. Im einzigen NHL-Spiel seiner Karriere blieb Sundin punkt- und straflos. Den Rest der Spielzeit verbrachte der Schwede beim Farmteam der Rangers, dem Hartford Wolf Pack, in der American Hockey League. 
Nach nur einem Jahr in Nordamerika kehrte Sundin 1998 zu Västra Frölunda zurück, für die er seither spielt und 2003 sowie 2005 jeweils Schwedischer Meister wurde. Aufgrund seiner Leistung in der Meistersaison 2002/03 wurde er zudem ins All-Star-Team der Elitserien gewählt.

### International
Für Schweden nahm Sundin an den Weltmeisterschaften 1996, 1997, 2002, 2003, 2004, 2005 und 2006, sowie an den Olympischen Winterspielen 2006 in Turin teil.

## Erfolge und Auszeichnungen
- 2003 Schwedischer Meister mit Frölunda HC
- 2003 Schwedisches All-Star Team
- 2005 Schwedischer Meister mit Frölunda HC

### International
| - 1997 Silbermedaille bei der Weltmeisterschaft - 2002 Bronzemedaille bei der Weltmeisterschaft - 2003 Silbermedaille bei der Weltmeisterschaft | - 2004 Silbermedaille bei der Weltmeisterschaft - 2006 Goldmedaille bei den Olympischen Winterspielen - 2006 Goldmedaille bei der Weltmeisterschaft |

## Statistik
(Stand: Ende der Saison 2008/09)